# Stéphane Mallarmé
Stéphane Mallarmé, de nom real Étienne (París, 18 de març de 1842 - Valvins, municipi de Vulaines-sur-Seine, 9 de setembre de 1898), fou un poeta francès.
Autor d'una obra poètica ambiciosa i (sovint voluntàriament) obscura, Mallarmé va ser l'iniciador d'una renovació de la poesia amb una influència que encara es pot percebre en l'actualitat. A finals del segle xix, l'autor feia entrar la poesia a la modernitat.
Llegint Hegel, Mallarmé va descobrir que si «el Cel és mort», el no-res és un punt de partida que porta a la bellesa i a l'Ideal. A aquesta filosofia hi havia de correspondre una nova poètica que verbalitzés el poder sagrat del Verb. Mitjançant el ritme, la sintaxi i el vocabulari rars, Mallarmé crea una llengua que ressuscita «l'absente de tous bouquets». El poema esdevé un món tancat en ell mateix i el sentit neix de la ressonància. El vers esdevé color, música, riquesa de la sensació, «concours de tous les arts suscitant le miracle». Amb Mallarmé la «suggestió» passa a ser el fonament de la poètica antirealista i converteix el simbolisme en un impressionisme literari.

## Biografia
Va perdre la mare el 1848 i el van confiar als seus avis. Ingressat en un internat el 1852, va revelar-se com un alumne mediocre i en va sortir el 1855. Intern a l'institut de Sens, va quedar colpit per la mort de la seva germana Maria el 1855. En aquesta mateixa època, va compondre els primers poemes de l'adolescència, recollits a Entre deux murs. Es tracta de textos amb una forta inspiració de Victor Hugo, Théodore de Banville o Théophile Gautier. La descoberta de les Flors del mal de Charles Baudelaire el 1860 el va marcar i influir en les primeres obres. Aquell mateix any, Mallarmé va entrar en la vida activa, en esdevenir professor a Sens, "premier pas dans l'abrutissement" segons el poeta. El 1862, alguns poemes es publiquen a diverses revistes. Coneix una jove alemanya a Sens, Maria Gerhard, nascuda el 1835, i deixa la feina per instal·lar-se a Londres amb ella, amb la intenció d'esdevenir professor d'anglès.
Lliure del servei militar el 1863, Mallarmé es casa a la capital anglesa amb Maria el 10 d'agost i obté, al setembre, el certificat d'aptitud per ensenyar anglès. Aquell mateix mes l'escullen responsable de curs a l'institut imperial de Tournon-sur-Rhône (Ardèche), on es considera exiliat. En aquest període no deixa de compondre poemes com ara Les fleurs, Angoisse, Las d'un amer repos.... Durant l'estiu de 1864, Mallarmé va conèixer a Avinyó els poetes en llengua provençal Théodore Aubanel, Joseph Roumanille i Frederic Mistral, amb el qual va mantenir correspondència. Va tenir una filla, Geneviève, nascuda a Tournon el 19 de novembre de 1864.
L'any següent va compondre L'Après-midi d'un faune, que esperava veure representat al "Théâtre-Français", però va ser rebutjat. Aquell mateix any, s'implica més en el mitjà literari parisenc i trava bones relacions amb Leconte de Lisle i José María de Heredia.
L'any 1866 és decisiu per a Mallarmé. Durant una estada a Canes, a casa del seu amic Eugène Lefébure, va ser víctima d'un període de dubte absolut que va durar fins al 1869. Designat professor a Besançon, va encetar una correspondència amb Paul Verlaine el novembre. El 1867, destinat a Avinyó, comença la publicació dels seus poemes en prosa i passa uns dies a casa de Frederic Mistral, a Maillane, el 1868. El 1869 es posa a escriure Igitur, conte poètic i filosòfic, inacabat, que marca la fi del seu període d'impotència poètica. El 1870, pren una excedència i celebra la instauració de la República al setembre. El seu fill Anatole ve al món el 16 de juliol de 1871 a Sens. Designat per al Lycée Fontanes de París, s'hi instal·la (a la Rue de Moscou).
El 1872, Mallarmé coneix un jove poeta, Arthur Rimbaud i, el 1873, el pintor Édouard Manet, a qui va fer costat quan en van rebutjar els quadres durant el Salon de 1874 i que li va presentar Émile Zola. Mallarmé va publicar la revista La dernière mode que va sobreviure vuit números i per a la qual va fer de corrector. El juliol de 1875 va ser refusada novament la publicació de la nova versió de L'après-midi d'un faune, que va acabar sortint l'any següent, amb il·lustracions de Manet. Com a prefaci a l'edició, inclou Vathek de William Beckford. A partir de 1877, les reunions del dimarts s'organitzen a casa de Mallarmé. Coneix Victor Hugo el 1878 i publica, el 1879, una obra sobre mitologia Les dieux antiques. Aquell any queda marcat, tanmateix, per la mort del seu fill Anatole, el 8 d'octubre de 1879. El 1880, malalt, Mallarmé passa temporades a Valvins, Vulaines-sur-Seine, prop de Fontainebleau.
El 1884, Paul Verlaine fa publicar el tercer article dels poètes maudits dedicat a Mallarmé. Aquesta obra apareix el 1884, igual que el llibre de Joris-Karl Huysmans, À rebours, on el personatge principal, Des Esseintes, admira profundament els poemes de Mallarmé: ambdues obres contribuirien a la notorietat del poeta. Mallarmé és designat per a l'institut Janson de Sailly. El 1885, Mallarmé evoca l'explicació òrfica de la Terra. El seu primer poema sense puntuació apareix el 1886, M'introduire dans ton histoire. La versió définitiva de L'Après-midi d'un faune es publica el 1887. El 1888 va sortir la seva traducció dels poemes d'Edgar Allan Poe. Amb una nova crisi de reumatisme el 1891, el poeta obté la baixa i una reducció de jornada laboral. Coneix Oscar Wilde i Paul Valéry que esdevé un convidat habitual dels Mardis. El 1892, en morir un germà d'Édouard Manet, Mallarmé esdevé tutor de la seva filla, Julie Manet, la mare de la qual és la pintora Berthe Morisot. En aquesta època, Claude Debussy comença a compondre Prélude à l'après-midi d'un faune, que presentarà el 1894. Mallarmé es jubila el novembre de 1893, dona conferències literàries a Cambridge i Oxford el 1894. Assisteix al funeral de Paul Verlaine, el 1896 i el succeeix com a Prince des poètes.
El 1898, Mallarmé s'alia amb Émile Zola, en publicar a L'Aurore, l'article J'accuse en favor del capità Alfred Dreyfus. El 8 de setembre de 1898, Mallarmé cau víctima d'un espasme de laringe que gairebé l'ofega. En una carta a la seva dona, recomana que destrueixin els seus textos i notes. L'endemà, a causa del mateix mal, mor. Està enterrat al costat del fill Anatole al cementiri de Samoreau.
En català ha estat traduït per Marià Villangómez, Xavier Benguerel, Josep Palau i Fabre, Josep Navarro Santaeulàlia, Carles Riba (en el qual va exercir una forta influència) i Agustí Esclasans (que en va publicar una antologia). El poeta Josep Carner en va publicar un seriós estudi a finals dels anys quaranta.

## Obres
- L'Après-midi d'un faune, 1876
- Préface au Vathek de William Beckford, 1876
- Petite philologie, les mots anglais, 1878
- Les Dieux antiques, 1879
- Album de vers et de prose, 1887
- Pages, 1891
- Oxford, Cambridge, la musique et les lettres, 1895
- Divagations, 1897
- Poésies, 1899 (pòstum)
- Un coup de dés jamais n'abolira le hasard, 1914
- Vers de circonstance, 1920 (pòstum)
- Igitur, 1925 (pòstum)
- Contes indiens, 1927 (pòstum)
- Brise marine